# Barbara Henneberger
Barbara-Maria „Barbi“ Henneberger (* 4. Oktober 1940 in München; † 12. April 1964 bei St. Moritz, Schweiz) war in den 1960er Jahren eine deutsche Skirennläuferin und olympische Bronzemedaillengewinnerin im Slalom.

## Biografie
Schon in jungen Jahren begeisterte sich das Talent für den alpinen Wintersport. Trotz Einspruchs des Jugendreferenten des BSV nahm sie 1957 als amtierende deutsche Jugendmeisterin bereits in der Seniorenklasse an den Deutschen Meisterschaften im Slalom auf dem Laber bei Oberammergau teil. Im Riesenslalom belegte sie auf Anhieb den dritten Platz der Gesamtwertung, während sie im Kombinationswettbewerb disqualifiziert wurde. Henneberger wurde in die stark verjüngte Nationalmannschaft berufen und nahm unter Trainer Engelbert Haider im Oktober 1957 am ersten Trainingslehrgang auf der Zugspitze teil.
In den Jahren 1962 und 1963 wurde sie im Abfahrtslauf und dem Riesenslalom, 1960 und 1962 in der Kombination und 1964 im Slalom Deutsche Meisterin. Dazu kamen noch zehn Vizemeisterschaften, fünfmal war sie Dritte. 1962 wurde sie Studentenweltmeisterin.
Ihren größten Triumph feierte sie bei den Olympischen Winterspielen 1960 in Squaw Valley als Bronzemedaillengewinnerin im Slalom. In der Kombination, die nur für die Weltmeisterschaften zählte, erreichte sie ebenso die Bronzemedaille. Die Bundesrepublik Deutschland ehrte sie mit dem Silbernen Lorbeerblatt. Bei den SDS-Rennen in Grindelwald siegte sie 1963 in Abfahrt, Slalom und Kombination.
Für die Zeit nach den Olympischen Spielen von Innsbruck kündigte Henneberger ihren Rücktritt an, da sie dann 23 Jahre alt sei und sich ganz ihrem Amerikanistik-Studium widmen wollte.

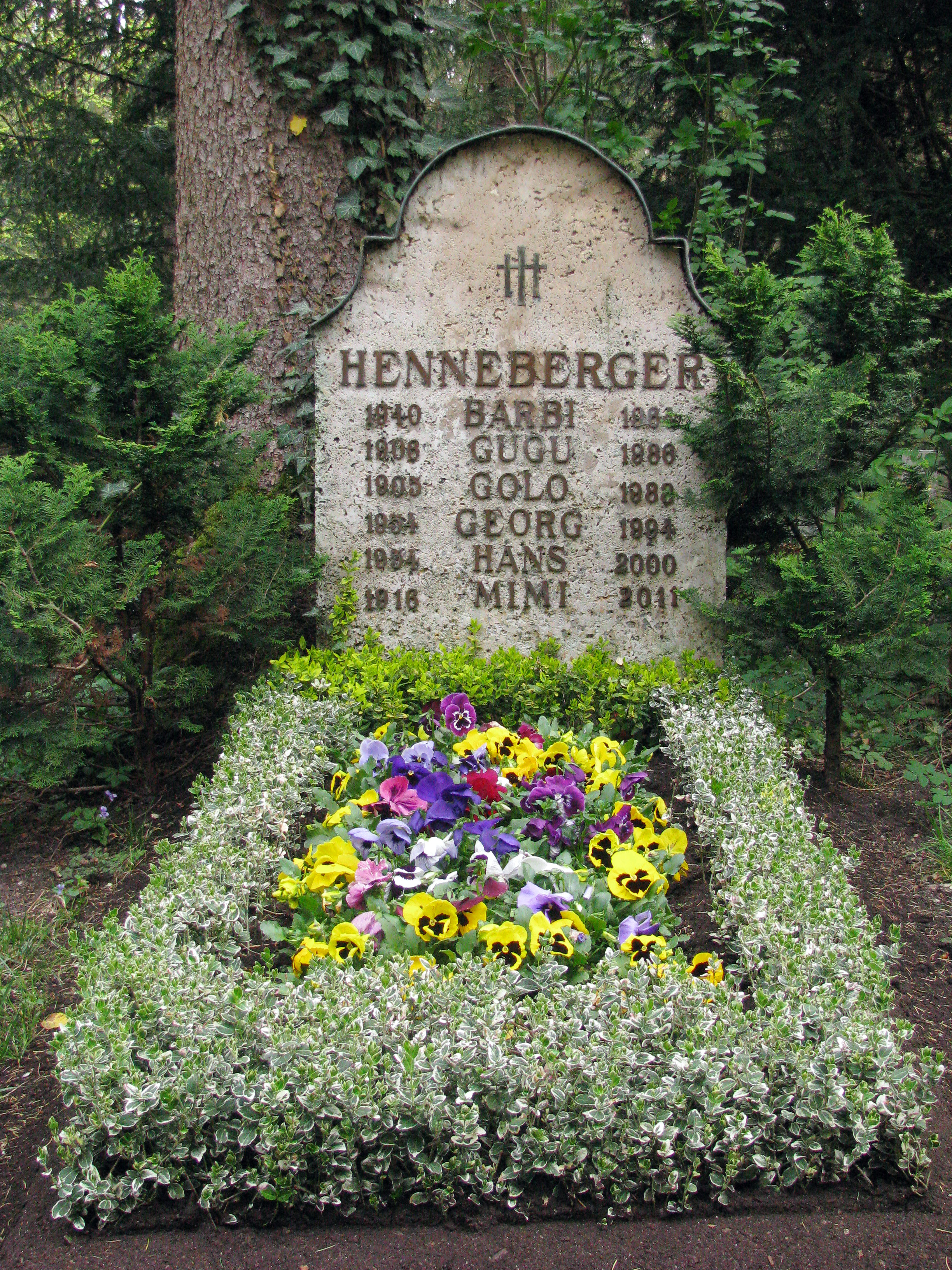
Das Grab von Barbara „Barbi“ Henneberger

Barbara Henneberger kam während der Dreharbeiten zu dem Skifilm Ski-Faszination von Willy Bogner zusammen mit dem US-amerikanischen Rennläufer Buddy Werner durch eine Schneebrettlawine ums Leben. Sie wurde auf dem Alten Teil des Münchener Waldfriedhofs bestattet. Der Beisetzung wohnten etwa 5000 Menschen bei, darunter viele Vertreter der europäischen Ski-Elite und die nahezu vollzählige deutsche Olympiamannschaft von Innsbruck. Willi Daume würdigte sie bei der Trauerfeier mit den Worten: „Sie war schön, kühn und mutig. Die Götter haben sie uns nur gezeigt und wieder genommen“.
Willy Bogner wurde wegen fahrlässiger Tötung vom Kantonsgerichtsausschuss von Graubünden am 31. März 1965 zu einer zweimonatigen Bedingten Haftstrafe verurteilt.
Bei der im Dezember 1964 abgehaltenen Wahl zur Sportlerin des Jahres 1964 wurden für Henneberger postum 31 Punkte (10. Platz) vergeben.
In Kirchheim bei München erinnert die Barbi-Henneberger-Straße an die in München geborene Skiläuferin.